# 1559
Il 1559 (MDLIX in numeri romani) è un anno  del XVI secolo.

## Eventi
- 15 gennaio – Incoronazione di Elisabetta I d'Inghilterra.
- Atto di Uniformità: Elisabetta I d'Inghilterra impone l'uso del Book of Common Prayer, col quale si stabiliscono gli stessi riti e obblighi religiosi per tutti i sudditi inglesi.
- La Santa Congregazione dell'Inquisizione romana istituisce l'Indice dei libri proibiti, per impedire la contaminazione della fede e la corruzione della morale (censura che si protrarrà fino alla metà del Novecento, poiché l'elenco fu tenuto aggiornato fino alla metà del XX secolo e fu soppresso dalla Congregazione per la dottrina della fede il 4 febbraio del 1966[1]).
- 2-3 aprile – Con la pace di Cateau-Cambrésis si pone fine alla guerra franco-asburgica: la Francia rinuncia definitivamente alle pretese sull'Italia, acquisendo le fortezze di Metz, Verdun e Toul e facendo così diventare la Spagna la potenza egemone nella penisola italiana.
- 10 luglio – Muore Enrico II. Suo figlio, il quindicenne Francesco II, diventa re di Francia.
- 26 dicembre – Pio IV diventa papa.

De re anatomica

- Pubblicazione del De re anatomica di Realdo Colombo, dove si sostiene che il sangue può passare dal ventricolo destro a quello sinistro esclusivamente tramite i polmoni.

### America del Nord
- 11 giugno – Don Tristán de Luna y Arellano lascia Veracruz (Messico) alla volta della Florida, nella zona dell'odierna Pensacola. Non trovando nessuna colonia già fondata, la spedizione continua il suo viaggio nella regione di Mobile (Alabama) prima di ritornare in Messico.

## Nati

### Gennaio
- 1º gennaio - Virginia Eriksdotter († 1633)
- 22 gennaio - Ursino de Bertis, vescovo cattolico italiano († 1620)
- 23 gennaio - Gellio Ghellini, religioso italiano († 1616)

### Febbraio
- 7 febbraio - Caterina di Borbone, nobile († 1604)
- 18 febbraio - Isaac Casaubon, filologo classico francese († 1614)
- 19 febbraio - Filippo II di Baden-Baden, nobile tedesco († 1588)
- 21 febbraio - Nurhaci, nobile e militare cinese († 1626)
- 21 febbraio - Giulio Mancini, medico, collezionista d'arte e scrittore italiano († 1630)
- 22 febbraio - Itō Suketaka, militare giapponese († 1600)

### Marzo
- 25 marzo - Wolf Dietrich von Raitenau, arcivescovo cattolico tedesco († 1617)

### Aprile
- 13 aprile - Matsudaira Nobuyasu, militare giapponese († 1579)

### Maggio
- 1º maggio - Filippo Massini, letterato e poeta italiano († 1618)
- 4 maggio - Alice Spencer, nobildonna inglese († 1637)
- 15 maggio - Johann Georg Gödelmann, giurista, diplomatico e scrittore tedesco († 1611)
- 16 maggio - Domenico di Gesù Maria, presbitero spagnolo († 1630)

### Luglio
- 2 luglio - Antonio Monetta, letterato italiano
- 14 luglio - Gregorio Pagani, pittore italiano († 1605)
- 22 luglio - Lorenzo da Brindisi, presbitero, teologo e santo italiano († 1619)
- 23 luglio - Giovanni III Ventimiglia, nobile, politico e militare italiano († 1619)

### Agosto
- 5 agosto - Wawrzyniec Gembicki, arcivescovo cattolico polacco († 1624)

### Settembre
- 3 settembre - Dorotea Maria di Württemberg, nobile tedesca († 1639)
- 21 settembre - Cigoli, pittore, architetto e scultore italiano († 1613)
- 26 settembre - Claudio Rangoni, vescovo cattolico e diplomatico italiano († 1621)

### Ottobre
- 22 ottobre - Jacques Sirmond, gesuita francese († 1651)

### Novembre
- 15 novembre - Alberto d'Austria, cardinale e arcivescovo cattolico austriaco († 1621)

### Dicembre
- 12 dicembre - Cesare Rinaldi, poeta italiano († 1636)
- 13 dicembre - Massimiliano di Béthune, politico francese († 1641)
- 14 dicembre - Lupercio Leonardo de Argensola, poeta, drammaturgo e storico spagnolo († 1613)
- 28 dicembre - Raphael Egli, teologo e alchimista svizzero († 1622)

### Senza giorno specificato
- Ono Ozū, pittrice giapponese († 1631)
- Francesco Angeloni, storico e umanista italiano († 1652)
- Tiziano Aspetti, scultore italiano († 1606)
- Ottavio Belmosto, cardinale e vescovo cattolico italiano († 1618)
- Alessandro Bevilacqua, compositore italiano († 1614)
- Pierre Biard il Vecchio, architetto e scultore francese († 1609)
- Alessandro Borghi, vescovo cattolico italiano († 1613)
- Francesco Cavazzoni, pittore italiano († 1612)
- George Chapman, drammaturgo, traduttore e poeta inglese († 1634)
- Claude Chastillon, architetto, ingegnere e topografo francese († 1616)
- Alessandro De Angelis, gesuita, teologo e astronomo italiano († 1620)
- Orazio Farinati, pittore e incisore italiano († 1616)
- Adam Gumpelzhaimer, compositore e teorico della musica tedesco († 1625)
- Sofia Johansdotter Gyllenhielm, nobile svedese († 1583)
- Hirano Nagayasu, militare giapponese († 1628)
- Hon'inbō Sansa, goista giapponese († 1623)
- Ise Sadaoki, militare giapponese († 1582)
- Ishida Mitsunari, militare giapponese († 1600)
- Kanamori Yoshishige, militare giapponese († 1615)
- John Manners, IV conte di Rutland, nobile inglese († 1588)
- Lanfranco Margotti, cardinale e vescovo cattolico italiano († 1611)
- Fulvio Mariottelli, presbitero e bibliotecario italiano († 1639)
- Salvatore Massonio, letterato, medico e storico italiano († 1629)
- Naoe Kanetsugu, militare giapponese († 1620)
- Dionisio Nencioni di Bartolomeo, architetto italiano († 1638)
- Passignano, pittore italiano († 1638)
- Girolamo Porcia, vescovo cattolico italiano († 1612)
- Robert Rich, I conte di Warwick, conte britannico († 1619)
- Estêvão Rodrigues de Castro, medico, filosofo e scienziato portoghese († 1638)
- Rosato Rosati, architetto italiano († 1622)
- Ercole Sfondrati, I duca di Montemarciano, militare e nobile italiano († 1637)
- Joannes Sturmius Mechlinianus, matematico, medico e poeta belga († 1650)
- Lorenzo Suárez de Figueroa y Córdoba, diplomatico spagnolo († 1607)
- Leonardo Torriani, ingegnere, architetto e storico italiano († 1628)
- Johann Tserclaes, conte di Tilly, generale tedesco († 1632)
- Volpiano Volpi, arcivescovo cattolico italiano († 1629)
- Eustachio White, presbitero inglese († 1591)
- Giovanni d'Enrico, architetto e scultore italiano († 1644)

## Morti

### Gennaio
- 1º gennaio - Cristiano III di Danimarca, re (n. 1503)
- 18 gennaio - Roberto de' Nobili, cardinale italiano (n. 1541)
- 24 gennaio - Guglielmo IV di Henneberg-Schleusingen, conte tedesco
- 25 gennaio - Cristiano II di Danimarca, re (n. 1481)

### Febbraio
- 7 febbraio - Girolamo Appiani d'Aragona, nobile e militare italiano (n. 1485)
- 12 febbraio - Ottone Enrico del Palatinato, nobile tedesco (n. 1502)
- 16 febbraio - Lattanzio Ragnoni, giurista e politico italiano (n. 1509)
- 17 febbraio - Alfonso II Piccolomini, politico italiano (n. 1499)

### Marzo
- 13 marzo - Johann Gropper, cardinale tedesco (n. 1503)
- 17 marzo - Jost von Meggen, ufficiale svizzero (n. 1509)
- 23 marzo - Claudio d'Etiopia, re etiope
- 30 marzo - Adam Ries, matematico, scienziato e storico tedesco (n. 1492)

### Aprile
- 2 aprile - Antonio Vignali, scrittore e poeta italiano (n. 1500)
- 8 aprile - Camillo Orsini, condottiero italiano (n. 1492)
- 8 aprile - Pietro Antonio Sanseverino, nobile italiano (n. 1500)
- 27 aprile - Gutierre de Vargas y Carvajal, vescovo cattolico, mecenate e architetto spagnolo (n. 1506)
- 29 aprile - Francesco Ottone di Brunswick-Lüneburg, nobile tedesco (n. 1530)

### Maggio
- 18 maggio - Tommaso Bernabei detto il Papacello, pittore italiano (n. 1505)
- 22 maggio - Virgilio Rosario, cardinale e vescovo cattolico italiano (n. 1499)

### Giugno
- 6 giugno - Silvestro Aldobrandini, avvocato, giurista e politico italiano (n. 1499)
- 25 giugno - Antonio Trivulzio, cardinale e vescovo cattolico italiano (n. 1514)
- 26 giugno - Andrea Marchesi, architetto, intagliatore e scultore italiano

### Luglio
- 10 luglio - Enrico II di Francia, re francese (n. 1519)
- 17 luglio - Agostino Moreschini, religioso, predicatore e teologo italiano
- 23 luglio - François Douaren, giurista francese (n. 1509)
- 24 luglio - Giovanni Antonio Muratori, francescano italiano

### Agosto
- 15 agosto - Luigi Lippomano, vescovo cattolico e diplomatico italiano (n. 1496)
- 17 agosto - Lorenzo Priuli, doge (n. 1489)
- 18 agosto - Papa Paolo IV, papa, vescovo cattolico e cardinale italiano (n. 1476)
- 25 agosto - Giovanni Battista Ghislieri, cardinale italiano (n. 1491)

### Settembre
- 2 settembre - Yūki Masakatsu, militare giapponese (n. 1503)
- 6 settembre - Benvenuto Tisi da Garofalo, pittore italiano
- 7 settembre - Robert Estienne, editore, filologo classico e grammatico francese (n. 1503)
- 14 settembre - Giovanni Cappello, ambasciatore e armatore italiano (n. 1497)
- 15 settembre - Isabella Jagellona, regina (n. 1519)
- 17 settembre - Isabella di Capua, nobile italiana (n. 1510)
- 19 settembre - Pietro Giovanni Cybo Clavica, doge
- 25 settembre - Mircea V il Pastore, principe

### Ottobre
- 2 ottobre - Jacquet da Mantova, compositore francese (n. 1483)
- 3 ottobre - Ercole II d'Este, duca (n. 1508)
- 4 ottobre - Filippo III di Nassau-Weilburg, nobile tedesco (n. 1504)
- 5 ottobre - Giovanni Battista Folengo, monaco cristiano e teologo italiano (n. 1490)
- 6 ottobre - Guglielmo I di Nassau-Dillenburg, nobile olandese (n. 1487)
- 14 ottobre - Isabella Villamarina, letterata e nobile italiana (n. 1503)
- 15 ottobre - Fausto Sabeo, umanista, poeta e scrittore italiano
- 20 ottobre - Margherita di Vendôme, nobile francese (n. 1516)

### Novembre
- 1º novembre - Francesco Franchini, umanista, poeta e vescovo cattolico italiano (n. 1500)
- 2 novembre - Filippo Tornabuoni, vescovo cattolico italiano
- 5 novembre - Kanō Motonobu, pittore giapponese (n. 1476)
- 8 novembre - Diana Folch de Cardona, nobile italiana (n. 1531)
- 20 novembre - Frances Brandon, nobile britannica (n. 1517)
- 25 novembre - Antoine Sanguin de Meudon, cardinale e vescovo cattolico francese (n. 1493)

### Dicembre
- 1º dicembre - Girolamo Recanati Capodiferro, cardinale e vescovo cattolico italiano (n. 1502)
- 4 dicembre - Girolamo Dandini, cardinale e vescovo cattolico italiano (n. 1509)
- 8 dicembre - Vincenzo Diedo, politico e patriarca cattolico italiano (n. 1499)
- 12 dicembre - Andreas Aurifaber, medico tedesco (n. 1514)
- 17 dicembre - Irene di Spilimbergo, pittrice e poetessa italiana (n. 1538)
- 21 dicembre - Ghilino Ghilini, vescovo cattolico e diplomatico italiano
- 23 dicembre - Anne du Bourg, magistrato francese (n. 1521)

### Senza giorno specificato
- Caupolicán il Giovane,  nativo americano
- Sergianni Caracciolo, II principe di Melfi, nobile e militare italiano (n. 1487)
- Pietro Carbotti, presbitero italiano
- Girolama Cartolari, tipografa italiana
- Realdo Colombo, anatomista e scienziato italiano (n. 1516)
- Leonard Digges, matematico inglese (n. 1515)
- Sebastián Fox Morcillo, filosofo spagnolo
- Brunoro Gambara, condottiero italiano (n. 1490)
- Christina Gyllenstierna, nobile svedese (n. 1494)
- Andrés Laguna, umanista e farmacologo spagnolo (n. 1499)
- Pompeo Lanza, diplomatico italiano
- Taddea Malaspina, nobildonna italiana (n. 1505)
- Francesco Marcolini da Forlì, editore e tipografo italiano
- Álvar Núñez Cabeza de Vaca, condottiero, scrittore e avventuriero spagnolo (n. 1490)
- Alessandro Pasqualini, architetto italiano (n. 1493)
- Joachim Périon, umanista, filologo e traduttore francese
- Michele Sanmicheli, architetto e urbanista italiano (n. 1484)
- Teofane di Creta, pittore greco
- Jan Cornelisz Vermeyen, pittore fiammingo
- Wen Zhengming, pittore cinese (n. 1470)
- Yang Shen, poeta cinese (n. 1488)
- Martin du Bellay, militare e storico francese (n. 1495)
- Beyhan Sultan, principessa ottomana

## Calendario
| Calendario 1559 | Calendario 1559 | Calendario 1559 | Calendario 1559 | Calendario 1559 | Calendario 1559 | Calendario 1559 | Calendario 1559 | Calendario 1559 | Calendario 1559 | Calendario 1559 | Calendario 1559 | Calendario 1559 | Calendario 1559 | Calendario 1559 | Calendario 1559 | Calendario 1559 | Calendario 1559 | Calendario 1559 | Calendario 1559 | Calendario 1559 | Calendario 1559 | Calendario 1559 | Calendario 1559 | Calendario 1559 | Calendario 1559 | Calendario 1559 | Calendario 1559 | Calendario 1559 | Calendario 1559 | Calendario 1559 | Calendario 1559 | Calendario 1559 |
| --------------- | --------------- | --------------- | --------------- | --------------- | --------------- | --------------- | --------------- | --------------- | --------------- | --------------- | --------------- | --------------- | --------------- | --------------- | --------------- | --------------- | --------------- | --------------- | --------------- | --------------- | --------------- | --------------- | --------------- | --------------- | --------------- | --------------- | --------------- | --------------- | --------------- | --------------- | --------------- | --------------- |
|                 | 1               | 2               | 3               | 4               | 5               | 6               | 7               | 8               | 9               | 10              | 11              | 12              | 13              | 14              | 15              | 16              | 17              | 18              | 19              | 20              | 21              | 22              | 23              | 24              | 25              | 26              | 27              | 28              | 29              | 30              | 31              |                 |
| Gennaio         | Do              | Lu              | Ma              | Me              | Gi              | Ve              | Sa              | Do              | Lu              | Ma              | Me              | Gi              | Ve              | Sa              | Do              | Lu              | Ma              | Me              | Gi              | Ve              | Sa              | Do              | Lu              | Ma              | Me              | Gi              | Ve              | Sa              | Do              | Lu              | Ma              |                 |
| Febbraio        | Me              | Gi              | Ve              | Sa              | Do              | Lu              | Ma              | Me              | Gi              | Ve              | Sa              | Do              | Lu              | Ma              | Me              | Gi              | Ve              | Sa              | Do              | Lu              | Ma              | Me              | Gi              | Ve              | Sa              | Do              | Lu              | Ma              |                 |                 |                 |                 |
| Marzo           | Me              | Gi              | Ve              | Sa              | Do              | Lu              | Ma              | Me              | Gi              | Ve              | Sa              | Do              | Lu              | Ma              | Me              | Gi              | Ve              | Sa              | Do              | Lu              | Ma              | Me              | Gi              | Ve              | Sa              | Do              | Lu              | Ma              | Me              | Gi              | Ve              |                 |
| Aprile          | Sa              | Do              | Lu              | Ma              | Me              | Gi              | Ve              | Sa              | Do              | Lu              | Ma              | Me              | Gi              | Ve              | Sa              | Do              | Lu              | Ma              | Me              | Gi              | Ve              | Sa              | Do              | Lu              | Ma              | Me              | Gi              | Ve              | Sa              | Do              |                 |                 |
| Maggio          | Lu              | Ma              | Me              | Gi              | Ve              | Sa              | Do              | Lu              | Ma              | Me              | Gi              | Ve              | Sa              | Do              | Lu              | Ma              | Me              | Gi              | Ve              | Sa              | Do              | Lu              | Ma              | Me              | Gi              | Ve              | Sa              | Do              | Lu              | Ma              | Me              |                 |
| Giugno          | Gi              | Ve              | Sa              | Do              | Lu              | Ma              | Me              | Gi              | Ve              | Sa              | Do              | Lu              | Ma              | Me              | Gi              | Ve              | Sa              | Do              | Lu              | Ma              | Me              | Gi              | Ve              | Sa              | Do              | Lu              | Ma              | Me              | Gi              | Ve              |                 |                 |
| Luglio          | Sa              | Do              | Lu              | Ma              | Me              | Gi              | Ve              | Sa              | Do              | Lu              | Ma              | Me              | Gi              | Ve              | Sa              | Do              | Lu              | Ma              | Me              | Gi              | Ve              | Sa              | Do              | Lu              | Ma              | Me              | Gi              | Ve              | Sa              | Do              | Lu              |                 |
| Agosto          | Ma              | Me              | Gi              | Ve              | Sa              | Do              | Lu              | Ma              | Me              | Gi              | Ve              | Sa              | Do              | Lu              | Ma              | Me              | Gi              | Ve              | Sa              | Do              | Lu              | Ma              | Me              | Gi              | Ve              | Sa              | Do              | Lu              | Ma              | Me              | Gi              |                 |
| Settembre       | Ve              | Sa              | Do              | Lu              | Ma              | Me              | Gi              | Ve              | Sa              | Do              | Lu              | Ma              | Me              | Gi              | Ve              | Sa              | Do              | Lu              | Ma              | Me              | Gi              | Ve              | Sa              | Do              | Lu              | Ma              | Me              | Gi              | Ve              | Sa              |                 |                 |
| Ottobre         | Do              | Lu              | Ma              | Me              | Gi              | Ve              | Sa              | Do              | Lu              | Ma              | Me              | Gi              | Ve              | Sa              | Do              | Lu              | Ma              | Me              | Gi              | Ve              | Sa              | Do              | Lu              | Ma              | Me              | Gi              | Ve              | Sa              | Do              | Lu              | Ma              |                 |
| Novembre        | Me              | Gi              | Ve              | Sa              | Do              | Lu              | Ma              | Me              | Gi              | Ve              | Sa              | Do              | Lu              | Ma              | Me              | Gi              | Ve              | Sa              | Do              | Lu              | Ma              | Me              | Gi              | Ve              | Sa              | Do              | Lu              | Ma              | Me              | Gi              |                 |                 |
| Dicembre        | Ve              | Sa              | Do              | Lu              | Ma              | Me              | Gi              | Ve              | Sa              | Do              | Lu              | Ma              | Me              | Gi              | Ve              | Sa              | Do              | Lu              | Ma              | Me              | Gi              | Ve              | Sa              | Do              | Lu              | Ma              | Me              | Gi              | Ve              | Sa              | Do              |                 |